# Henry Tröndle
Heinrich "Henry" Tröndle (Albbruck, 15 de março de 1906 — Ridgewood (Nova Jérsei), 18 de março de 1991) foi um ciclista alemão que competia em provas de estrada.

## Carreira
Representando a Alemanha, Tröndle participou em duas competições de ciclismo nos Jogos Olímpicos de Verão de 1932, realizados em Los Angeles, nos Estados Unidos.